# Argyrocosma
Argyrocosma is een geslacht van vlinders van de familie spanners (Geometridae), uit de onderfamilie Geometrinae.

## Soorten
- A. argosticta Turner, 1904
- A. phrixopa Meyrick, 1897